# Eddy Yusof
Eddy Yusof (2. Oktober 1994 in Pfäffikon) ist ein ehemaliger Schweizer Turner. Sein grösster Erfolg war der Gewinn der Bronzemedaille mit dem Team bei den Europameisterschaften 2016 in Bern. Er erreichte bei den Olympischen Spielen 2016 den zwölften Platz im Einzelmehrkampf.

## Karriere
Yusof wurde im Jahr 2014 erstmals Schweizer Meister. Ihm gelang dies in den Disziplinen Mehrkampf, Barren und Boden. Im selben Jahr nahm er in Nanning an seinen ersten Weltmeisterschaften teil. Dort erreichte er im Mannschaftsmehrkampf den siebten Platz. Bei den Weltmeisterschaften 2015 steigerte er sich mit der Schweizer Mannschaft auf den sechsten Platz. 
Im Jahr 2016 gewann Yusof mit der Schweizer Mannschaft die Bronzemedaille bei den Europameisterschaften in Bern. Während er mit der Schweizer Mannschaft mit dem neunten Platz den Einzug in den olympischen Final in Rio de Janeiro verpasste, erreichte er mit Platz 25 in der Qualifikation als zweiter Schweizer neben Pablo Brägger den Final im Einzelmehrkampf, in dem er schliesslich den zwölften Platz erreichte. 
In den Jahren 2018 und 2019 gelang Yusof mit der Schweizer Mannschaft erneut der Einzug in den Final im Mannschaftsmehrkampf bei den Weltmeisterschaften. Bei den Olympischen Spielen in Tokio erreichte das Schweizer Team im Mannschaftsmehrkampf den 6. Rang.
Am 20. November 2023 gab Yusof aufgrund von anhaltenden Rücken- und Schulterschmerzen seinen Rücktritt bekannt. Er war insgesamt 10 Jahre lang Teil des Nationalkaders. Eine Teilnahme an den Olympischen Spielen 2024 wäre ohne einen gesunden Körper nicht möglich gewesen.